# Midway-Hardwick
Midway-Hardwick es un lugar designado por el censo ubicado en el condado de Baldwin en el estado estadounidense de Georgia. En el censo de 2000, su población era de 5.135. 

## Geografía
Midway-Hardwick se encuentra ubicado en las coordenadas 33°3′9″N 83°14′14″O / 33.05250, -83.23722 (33.052571, -83.237130). Según la Oficina del Censo, la localidad tiene un área total de 12,7 km² (4,9 mi²), de la cual 12,7 km² (4,9 mi²) es tierra y 0 km² (0 mi²) (0%) es agua.

## Demografía
Según la Oficina del Censo en 2000 los ingresos medios por hogar en la localidad eran de $29,300, y los ingresos medios por familia eran $33,382. Los hombres tenían unos ingresos medios de $25,682 frente a los $21,365 para las mujeres. La renta per cápita para la localidad era de $16,192. 